# 立川防災館
立川防災館（たちかわぼうさいかん）は、東京都立川市泉町にある防災体験学習施設である。1992年4月26日開館。英語表記は「Tachikawa Life Safety Learning Center」。東京消防庁内での正式名称は「東京消防庁立川都民防災教育センター」。

## 概要
所在地（住所）
東京都立川市泉町1156-1（東京消防庁立川防災施設内）
開館時間
9:00 - 17:00
休館日
毎週木曜日・毎月第3金曜日（国民の祝日にあたる場合は直後の平日）年末年始（12月28日 - 1月3日）
入場料
無料

## 沿革
- 1992年4月26日 - 開館
- 2016年3月4日 - 1階エントランスホール内に「こども防災体験広場」を開設
- 2017年4月26日 - 開館25周年を迎える

## 施設状況
- 1F
  - 防災ミニシアター
  - 地震体験室
  - 煙体験室
  - こども防災体験広場
- 2F
  - 消火訓練室
  - 救出救助コーナー
  - 応急救護訓練室